# Псынадаха
Псынада́ха (кабард.-черк. Псынэдахэ — «красивый родник») — село в Зольском районе Кабардино-Балкарской Республики. Административный центр муниципального образования «Сельское поселение Псынадаха».

## География
Селение расположено в северной части Зольского района, на левом берегу реки Мокрая Золка. Находится в 5 км к югу от районного центра Залукокоаже, в 60 км к северо-западу от города Нальчик и в 24 км к юго-востоку от Пятигорска. Вдоль восточной окраины села проходит федеральная автотрасса «Кавказ» М 29. .
Граничит с землями населённых пунктов: Батех и Зольское на юго-западе, Залукокоаже на севере, Зольская на северо-востоке, Прогресс и Приречное на юго-востоке.
Населённый пункт расположен в предгорной зоне республики. Рельеф местности представляет собой холмистую возвышенность, сменяющиеся волнистыми предгорными равнинами. Средние высоты на территории села составляет около 620 метров над уровнем моря. К юго-востоку от села начинается урочище «Золка», переходящая выше в «Зольские пастбища». Присельский участок и населённый пункт пересечён овражной речкой Мокрая Золка, которая служит для обводнения. 
Почвенный покров предгорной лесостепи образует чернозёмы типичные и выщелоченные, серые и темно-серые лесные почвы. Хорошие агропроизводственные свойства данных черноземов в сочетании с благоприятным увлажнением делают эти почвы одними из самых плодородных, что обусловлено высокой степенью их вовлечения в сельскохозяйственное производство.
Гидрографическая сеть представлена рекой Мокрая Золка. Ниже по течению реки, в неё справа впадает пересыхающая речка Когур. Имеются различные родниковые источники, от которых и происходит название села.
Климат влажный умеренный. Средние температуры самого тёплого месяца июля составляют около +21,0°С, средние температуры самого холодного месяца января составляют -3,5°С. Среднегодовое количество осадков составляет около 1000 мм. Основное количество осадков выпадает в период с апреля по июль.

## История
Первоначально на месте нынешнего села существовал аул Болетшево (кабард.-черк. Болэтщей), который в XIX веке был заброшен в результате стихийного бедствия.
Современное селение было основано в 1923 году, переселенцами из села Атажукино. Причиной переселения послужила отдалённость села Атажукино от нынешних земель, которые использовались в качестве выпаса скота. Первопоселенцы дали вновь образованному селу название «Псынадаха» (кабард.-черк. Псынэдахэ — Красивый родник).
В первый год своего существования, село Псынадаха находилось в административном подчинении Залукокоажского сельского Совета. В 1924 году село получило самостоятельность и образован Псынадахский сельский Совет.
Во время Великой Отечественной войны, село было оккупировано немецкими оккупантами. Из села на фронт ушли 149 человек, из которых 75 не вернулись назад. В память о погибших в селе стоят несколько памятников.
В 1957 году Псынадахский и Батехский сельсоветы были объединены в одну административную единицу.

## Население
| 2002 | 2010  | 2021  |
| ---- | ----- | ----- |
| 1509 | ↗1542 | ↗1606 |

За межпереписной период (с 2010 по 2021 год) население села увеличилось на 64 чел. (+ 4,15 %).
Национальный состав
По данным Всероссийской переписи населения 2021 года:
| Народ                | Численность, чел. | Доля от всего населения, % | Доля от указавших нац-ть, % |
| -------------------- | ----------------- | -------------------------- | --------------------------- |
| кабардинцы (черкесы) | 1600              | 99,63 %                    | 99,75 %                     |
| * кабардинцы         | 1587              | 98,82 %                    | 98,94 %                     |
| * черкесы            | 13                | 0,81 %                     | 0,81 %                      |
| другие               | 4                 | 0,25 %                     | 0,25 %                      |
| нет / не указано     | 2                 | 0,12 %                     | -                           |
| всего                | 1606              | 100 %                      | 100 %                       |

## Местное самоуправление
Администрация сельского поселения Псынадаха — село Псынадаха, ул. Ленина, 108.
Структуру органов местного самоуправления сельского поселения составляют:
- Глава сельского поселения Псынадаха — Пшукова Марина Сафарбиевна (с 30 августа 2024 года).
- Местная администрация (исполнительно-распорядительный орган) — администрация сельского поселения Псынадаха.

Аппарат местной администрации сельского поселения состоит из 7 человек.
- Представительный орган — Совет местного самоуправления сельского поселения Псынадаха. Состоит из 12 депутатов.

## Образование
- Средняя общеобразовательная школа № 1 — ул. Ленина, 100
- Начальная школа Детский сад № 1
- Начальная школа Детский сад № 2

## Здравоохранение
- Участковая больница

## Культура
- Дом культуры

Общественно-политические организации:
- Адыгэ Хасэ
- Совет ветеранов труда и войны
- Совет старейшин

## Ислам
- Сельская мечеть — ул. Архестова, 67 (построена в 1997 году).

## Экономика
В экономике села главную роль играют арендные и частные хозяйства.
На территории села расположены два предприятия районного значения:
- СХП «Псынадаха»
- ООО «Тембот»

## Улицы
На территории села зарегистрировано 8 улиц:

| Архестова  |
| Ленина     |
| Молодёжная |

| Садовая |
| Степная |

| Центральная |
| Шоссейная   |

## Известные люди
Родившиеся в Псынадахе:
- Архестов Хабас Кашифович — шахтёр, Герой Социалистического Труда. Его имя носит одна из улиц села[10].
- Темботов Асланби Казиевич — зоолог и эколог, член-корреспондент Российской Академии наук. Заслуженный деятель науки.